# Južna Moravska
Južna Moravska je pokrajina Češke Republike uz granicu sa Slovačkom i Austrijom. Obuhvaća južni dio povijesne regije Moravske, ali krajnji zapadni dio ulazi u povijesnu pokrajinu Češku (mjesto Jobova Lhota). Reljef je pretežno nizinski (nizine uz rijeke Moravu i Thayu), ali se na sjeveru javljaju gore. Sjeverno od Brna javlja se krški reljef (tzv. Moravski krš). Karakteristične su krške doline (najveća je dolina Macocha). Postoje i spilje u kršu (Balcarka, Sloup-Šošůvka i Punkva).
Južna Moravska je treća pokrajina po broju stanovnika (nakon glavnog grada Praga i Središnje Češke). U prošlosti je tradicionalno bila značajna poljoprivreda (plodno tlo), ali danas prevladava tercijarni sektor (usluge) dok poljoprivreda zapošljava samo 4% stanovnika. Industrija je koncentrirana u glavnom gradu Brnu, koji je istovremeno značajan centar trgovine. Najveći gradovi su Brno, Znojmo, Hodonín, Břeclav i Vyškov.